# 알로하 뮤직
알로하 뮤직(Aloha MUSIC)은 대한민국의 음반 제작·유통사 겸 엔터테인먼트이다.
멀티 채널 네트워크의 업무도 맡고 있어, 사실상 모든 업무가 가능하다고 할 수 있다.
저작권위원회에 소속된 저작권대리중개업체이며, 문화체육관광부에 소관 기관으로부터 저작권대리중개업의 자격을 정식 취득하였다.

## 활동 및 연혁
- 2021년 6월 보유 디지털 창작물 저작권 등록
- 2021년 7월 영국 저작권협회 Prs for Music 가입
- 2021년 9월 스웨덴 CMO협회 STIM 가입
- 2021년 10월 멀티 채널 네트워크 및 엔터테인먼트 업무 확장
- 2021년 11월 미국 디지털 저작권 메타데이터 DDEX 정회원으로 합류
- 2021년 12월 영국 Ditto Music 선정 및 테스트
- 2022년 1월 미국 캘리포니아 저작권 관리 시스템 제공 업체 업무 계약 체결
- 2022년 2월 Ditto Music에서 결과 보고
- 2022년 8월 전세계 DSP 유통 파트너십 계약 체결

## 사업 분야
- 2022년 4월 디지털 마케팅업 자회사를 추가 설립하였다.
- 2022년 4월 과학 및 기술 서비스업 회사를 인수하였다.
- 2022년 5월 조직개편으로 엠씨엔-알로하뮤직(MCN-Aloha Music), 알로하뮤직 엔터테인먼트(Aloha Music Entertainment)의 업무 부서를 통합하였다.

- 2022년 6월 마케팅 부서를 개편하였다. 마케팅 부서는 본사 내에 속한 부서와 함께 본사 외에 지점 사무실이 별도로 운영되는 시스템이다.
- 2023년 5월 개발 부서를 확장하고, 서버를 확충하였다.
- 2023년 7월 블록체인 개발 회사 M&A 계약을 체결하였다.
- 2024년 4월 AI 머신러닝 개발 사업 부서를 신설하였다.

알로하 뮤직의 사업 분야는 다루는 업무의 특성에 따라 저작권 관리(Content IP Management), 다중 채널 네트워크(MCN, Multi-Channel Network), 기획·제작·관리(Integration Management Solutions) 3개의 부문을 합하여 통합 경영을 하고 있다.

## 지배 구조
알로하 뮤직(주)은 지주회사가 없고, 그 지배 구조를 파악하는 것은 다면적인 이해가 요구되는 기업이다.
알로하 뮤직(Aloha MUSIC) 아래로 엠씨엔과 엔터테인먼트가 운영되고 있으며, 통합적으로 운영되는 시스템이다.

## 소재지
Aloha MUSIC (본사)
- 서울특별시 서대문구 창천동

Aloha Music Entertainment
- 서울특별시 영등포구 여의대로
- 서울특별시 강남구 대치동
- 서울특별시 서대문구 신촌로

MCN-Aloha Music
- 서울특별시 영등포구 국제금융로
- 서울특별시 강남구 테헤란로

마케팅 부서 사무실 (DSP 부서)
- 경기도 고양시 일산서구 중앙로

## 같이 보기
- 문화체육관광부
- 저작권위탁관리시스템
- SM엔터테인먼트
- JYP엔터테인먼트
- CJ E&M
- 저작권협회
- RIAA
- Sony Music
- 유니버셜 뮤직 그룹 (Universal Music Group)
- 샌드박스 네트워크
- 다이아TV